# Zilla macroptera
Zilla macropetra es una especie de planta de la familia de las  brasicáceas.

## Descripción
Planta espinosa, muy ramosa, sin pelos y glaucas, con hojas carnosas localizadas sobre las ramillas jóvenes. Flores grandes, lilas, de pecíolo corto, dando lugar a frutos globulosos o alados con una sola semilla por camarín. Silicua con 4 alas formadas por los bordes de las valvas.

## Distribución y hábitat
Planta endémica del Sahara noroccidental, Ghardaia, El Golea, sur de Orán, sureste de Marruecos.

## Taxonomía
Zilla macroptera fue descrita por Ernest Saint-Charles Cosson y publicado en Bull. Soc. Bot. France 3: 670. 1857
Sinonimia
- Zilla spinosa subsp. macroptera (Coss.) Maire & Weiller[4]